# 阿索拉
阿索拉（義大利語：Asola），是意大利曼托瓦省的一个市镇。总面积73平方公里，人口10080人，人口密度138.1人/平方公里（2009年）。国家统计（ISTAT）代码为020002。

## 友好城市
- 德国莱因加尔滕 2004年
- 法國莱西尼 2004年